# هولگر ویلمر
هولگر ویلمر (انگلیسی: Holger Willmer؛ زادهٔ ۲۵ سپتامبر ۱۹۵۸) بازیکن فوتبال اهل آلمان است.
از باشگاه‌هایی که در آن بازی کرده‌است می‌توان به باشگاه فوتبال بایرن مونیخ، باشگاه فوتبال کلن، و باشگاه فوتبال هانوفر ۹۶ اشاره کرد.
وی همچنین در تیم ملی فوتبال West Germany B بازی کرده‌است.